# Grand Prix International de Paris de 1990
Grand Prix International de Paris de 1990 (em francês:  Grand Prix International de Paris 1990) foi a quarta edição do Grand Prix International de Paris, um evento anual de patinação artística no gelo organizado pela Federação Francesa de Esportes no Gelo (em francês:  Federation Française des Sports de Glace). A competição foi disputada na cidade de Paris, França.

## Eventos
- Individual masculino
- Individual feminino
- Duplas
- Dança no gelo

## Medalhistas
| Evento                        | Ouro                                             | Prata                                                   | Bronze                                                |
| Individual masculino detalhes | Christopher Bowman · Estados Unidos              | Viacheslav Zagorodniuk · União Soviética                | Elvis Stojko · Canadá                                 |
| Individual feminino detalhes  | Surya Bonaly · França                            | Lenka Kulovaná · Tchecoslováquia                        | Nancy Kerrigan · Estados Unidos                       |
| Duplas detalhes               | Elena Bechke · Denis Petrov · União Soviética    | Evgenia Chernysheva · Dmitri Sukhanov · União Soviética | Michelle Menzies · Kevin Wheeler · Canadá             |
| Dança no gelo detalhes        | Stefania Calegari · Pasquale Camerlengo · Itália | Sophie Moniotte · Pascal Lavanchy · França              | Anjelika Krylova · Vladimir Leliukh · União Soviética |

## Resultados

### Individual masculino
| Pos.              | Nome                   | Nacionalidade   |
| ----------------- | ---------------------- | --------------- |
| Medalha de ouro   | Christopher Bowman     | Estados Unidos  |
| Medalha de prata  | Viacheslav Zagorodniuk | União Soviética |
| Medalha de bronze | Elvis Stojko           | Canadá          |
| 4                 | Gleb Boki              | União Soviética |
| 5                 | Philippe Candeloro     | França          |
| 6                 | Nicolas Pétorin        | França          |
| 7                 | Frédéric Lipka         | França          |
| 8                 | Frédéric Harpagès      | França          |
| 9                 | Simon Briggs           | Reino Unido     |
| 10                | Alessandro Riccitelli  | Itália          |
| 11                | Yoshiaki Takeuchi      | Japão           |

### Individual feminino
| Pos.              | Nome             | Nacionalidade      |
| ----------------- | ---------------- | ------------------ |
| Medalha de ouro   | Surya Bonaly     | França             |
| Medalha de prata  | Lenka Kulovaná   | Tchecoslováquia    |
| Medalha de bronze | Nancy Kerrigan   | Estados Unidos     |
| 4                 | Margot Bion      | Canadá             |
| 5                 | Laetitia Hubert  | França             |
| 6                 | Sabine Contini   | Itália             |
| 7                 | Simone Lang      | Alemanha Ocidental |
| 8                 | Natalia Gorbenko | União Soviética    |
| 9                 | Izumi Aotani     | Japão              |
| 10                | Stephanie Ferrer | França             |
| 11                | Sandra Garde     | França             |

### Duplas
| Pos.              | Nome                                       | Nacionalidade      |
| ----------------- | ------------------------------------------ | ------------------ |
| Medalha de ouro   | Elena Bechke / Denis Petrov                | União Soviética    |
| Medalha de prata  | Evgenia Chernysheva / Dmitri Sukhanov      | União Soviética    |
| Medalha de bronze | Michelle Menzies / Kevin Wheeler           | Canadá             |
| 4                 | Cheryl Peake / Andrew Naylor               | Reino Unido        |
| 5                 | Patricia Jares / Thorsten Alexander Weigle | Alemanha Ocidental |
| 6                 | Anna Tabacchi / Massimo Salvade            | Itália             |

### Dança no gelo
| Pos.              | Nome                                    | Nacionalidade   |
| ----------------- | --------------------------------------- | --------------- |
| Medalha de ouro   | Stefania Calegari / Pasquale Camerlengo | Itália          |
| Medalha de prata  | Sophie Moniotte / Pascal Lavanchy       | França          |
| Medalha de bronze | Anjelika Krylova / Vladimir Leliukh     | União Soviética |
| 4                 | Jacqueline Petr / Mark Janoschak        | Canadá          |
| 5                 | Ivana Strondalova / Milan Brzy          | Tchecoslováquia |
| 6                 | Jeanne Miley / Michael Verlich          | Estados Unidos  |
| 7                 | Pascale Vrot / David Quinsac            | França          |
| 8                 | Diane Gerenscer / Bernard Columberg     | Suíça           |
| 9                 | L Williams / M Poole                    | Reino Unido     |

## Quadro de medalhas
| Ordem | País            | Medalha de ouro | Medalha de prata | Medalha de bronze |    | Ordem por total |
| ----- | --------------- | --------------- | ---------------- | ----------------- | -- | --------------- |
| 1     | União Soviética | 1               | 2                | 1                 | 4  | 1               |
| 2     | França          | 1               | 1                |                   | 2  | 2               |
| 3     | Estados Unidos  | 1               |                  | 1                 | 2  | 2               |
| 4     | Itália          | 1               |                  |                   | 1  | 5               |
| 5     | Tchecoslováquia |                 | 1                |                   | 1  | 5               |
| 6     | Canadá          |                 |                  | 2                 | 2  | 2               |
| TOTAL | TOTAL           | 4               | 4                | 4                 | 12 | —               |